# Matthias Musche
Matthias Musche, né le 18 juillet 1992 à Magdebourg, est un joueur de handball international allemand. Il évolue avec le club du SC Magdebourg.
Révélation du début de saison 2013-2014, il prolonge avec le club de sa ville natale jusqu'en 2017.
Il obtient sa première sélection le 2 novembre 2011 contre la Norvège. Depuis, il a joué 9 matches internationaux pour l'Allemagne, marquant 18 buts.

## Palmarès
- Vainqueur de la Ligue des champions (C1) (1) : 2023